# 索洛 (阿肯色州)
索洛（英語：Solo）是位於美國阿肯色州波普縣的一個非建制地區。該地的面積和人口皆未知。

## 地理
索洛的座標為35°35′14″N 92°57′49″W / 35.58722°N 92.96361°W，而該地的平均海拔高度為500米（即1640英尺）。